# Villasimius
Villasimius is een gemeente in de Italiaanse provincie Zuid-Sardinië (regio Sardinië) en telt 3093 inwoners (31-12-2004). De oppervlakte bedraagt 58,0 km², de bevolkingsdichtheid is 53 inwoners per km².

## Demografie
Villasimius telt ongeveer 1312 huishoudens. Het aantal inwoners steeg in de periode 1991-2001 met 11,1% volgens cijfers uit de tienjaarlijkse volkstellingen van ISTAT.
| Jaar | Inwoneraantal |
| ---- | ------------- |
| 1991 | 2598          |
| 2001 | 2887          |

#### Stranden
De voornaamste stranden van Villasimius zijn, van zuid naar oost: Porto sa 'Ruxi, Piscadeddus, Campus, Cuccureddus, Campulongu, Spiaggia del Riso, Spiaggia del porticciolo, La Fortezza, Santo Stefano, Cala Caterina, Cala Burrone (grenzend aan Capo Carbonara), Cava Usai, Porto Giunco, Notteri, Timi Ama, Simius, Is Traias, Porto Luna, Manunzas, Riu Trottu (rio tortuoso), Punta Molentis, Procceddus.

## Geografie
Villasimius grenst aan de volgende gemeenten: Castiadas, Maracalagonis, Sinnai.
Armungia · Assemini · Ballao · Barrali · Burcei · Cagliari · Capoterra · Castiadas · Decimomannu · Decimoputzu · Dolianova · Domus de Maria · Donòri · Elmas · Escalaplano · Escolca · Esterzili · Gergei · Gesico · Goni · Guamaggiore · Guasila · Isili · Mandas · Maracalagonis · Monastir · Monserrato · Muravera · Nuragus · Nurallao · Nuraminis · Nurri · Orroli · Ortacesus · Pimentel · Pula · Quartu Sant'Elena · Quartucciu · Sadali · Samatzai · San Basilio · San Nicolò Gerrei · San Sperate · San Vito · Sant'Andrea Frius · Sarroch · Selargius · Selegas · Senorbì · Serdiana · Serri · Sestu · Settimo San Pietro · Seulo · Siliqua · Silius · Sinnai · Siurgus Donigala · Soleminis · Suelli · Teulada · Ussana · Uta · Vallermosa · Villa San Pietro · Villanova Tulo · Villaputzu · Villasalto · Villasimius · Villasor · Villaspeciosa
1. ↑  https://demo.istat.it/?l=it.